# 징안구

징안 구의 위치

징안구(한국어: 정안구, 중국어: 静安区, 병음: Jìng'ān Qū)는 중화인민공화국 상하이시에 위치하는 시할구이다. 넓이는 8km2이고, 인구는 2007년 기준으로 310,000명이다.

## 지리
징안 구는 상하이 시가지 중심에 위치하며, 동쪽은 황푸 구와 서쪽은 장닝 구와 남쪽은 루완 구 및 쑤후이 구와 북쪽은 푸퉈 구와 접하며 쑤저우허를 사이에 두고 자베이 구와 마주한다.

## 행정구역
하부에 5개 가도를 관할한다.
- 가도
  - 장닝루 가도(江寧路街道)
  - 징안스 가도(静安寺街道)
  - 난징시루 가도(南京西路街道)
  - 차오쟈두 가도(曹家渡街道)
  - 시먼얼루 가도(石門二路街道)

## 같이 보기
- 2010년 상하이 아파트 화재 사고